# Uplaz (přírodní rezervace)
Uplaz je přírodní rezervace poblíž obce Dolní Lomná v okrese Frýdek-Místek. Oblast spravuje AOPK ČR Správa CHKO Beskydy.

## Předmět ochrany
Důvodem ochrany jsou přírodě blízké bučiny s javorem klenem (Acer pseudoplatanus), smrkem ztepilým (Picea abies) a jedlí bělokorou (Abies alba) jako území tvořící ekologicky významný funkční celek s navazující NPR Mionší a ochrana přirozených procesů v lesních ekosystémech.

### Flóra
Z běžnějších lesních druhů zde roste netýkavka nedůtklivá (Impatiens noli-tangere), pstroček dvoulistý (Maianthemum bifolium) a rostliny typické pro karpatskou oblast - šalvěj lepkavá (Salvia glutinosa) a kyčelnice žláznatá (Dentaria glandulosa). Dále se zde vyskytuje kamzičník rakouský (Doronicum austriacum), mléčivec horský (Cicerbita Alpina), oměj pestrý (Aconitum variegatum), kýchavice bílá (Veratrum album) a hořec tolitovitý (Gentiana asclepiadea).

### Houby
Přírodní rezervace je významnou mykologickou lokalitou. Bylo zde nalezeno šest ohrožených druhů hub, uvedených v tzv. Červeném seznamu České republiky. Na tlejících kmenech padlých stromů roste ohňovec ohraničený (Phellinus nigrolimitatus), žilnatka bledá (Phlebia centrifuga) a štítovka žlutozelenavá (Pluteus hrysophaeus). Dále se zde vyskytuje helmovka širokolupenná (Xeromphalina picta), liška Friesova (Cantharellus friesii) a ryzec řídkolupenný (Lactarius ruginosus).

### Fauna
Při entomologickém průzkumu bylo na území rezervace zaznamenáno 123 druhů brouků, náležejících do 29 čelení. Byly zde nalezeny i evropsky významné a silně ohrožené druhy, jako je střevlík hrbolatý a horský ekotyp lesáka rumělkového. Vyskytl se zde též kriticky ohrožený roháček jedlový.
Jen v údolí Menšího potoka bylo nalezeno 47 druhů měkkýšů, mezi nimiž byla i kriticky ohrožená vřetenatka hrubá a jehlovka malinká, jež patří k typickým karpatským druhům. V přírodní rezervaci žije též kriticky ohrožená řasnatka žebernatá.
Pokud jde o ptáky, v jižní části přírodní rezervace je domovem tetřev hlušec. Hnízdí zde též jeřábek lesní, lejsek malý, strakapoud bělohřbetý, datel černý a datlík tříprstý. V lesním komplexu, tvořeném rezervacemi Uplaz, Velký Polom a prales Mionší, se lze setkat i s velkými šelmami, jako je rys ostrovid, vlk obecný a medvěd hnědý.